# Ducato di Sassonia
Il Ducato di Sassonia fu un ducato del Sacro Romano Impero che occupava tutta la parte nord-occidentale della Germania e costituiva uno dei ducati originari o tribali della Germania medievale. Esso comprendeva l'area degli attuali stati tedeschi di Brema, Amburgo, Bassa Sassonia, Renania Settentrionale-Vestfalia e Sassonia-Anhalt, oltre a parte dello Schleswig-Holstein. 
I suoi abitanti erano in gran parte discendenti da quei sassoni che avevano perso la guerra contro Carlo Magno.

## Antefatto storico

### La Confederazione sassone
All'epoca delle invasioni barbariche seguite al declino dell'Impero unno nell'Europa centrale a metà del V secolo, secondo quanto afferma la Historia ecclesiastica gentis Anglorum dello storiografo anglosassone Beda, i Sassoni si stabilirono nell'area compresa tra i fiumi Elba, Weser e Eider, nel Nord e Nord-Ovest dell'odierna Germania. Il loro territorio era tradizionalmente suddiviso in tre regioni: Angria, Westfalia e Nordalbingia. Tra il V e il VI secolo i Sassoni condussero una serie di azioni di pirateria lungo la costa orientale della Britannia, le quali resero necessaria la costruzione di difese marittime chiamate collettivamente costa sassone, che culminarono nell'Adventus Saxonum, ovvero l'invasione della Gran Bretagna da parte dei Sassoni, degli Angli e degli Iuti che la tradizione storiografica ha collocato nell'anno 449. Al contrario di molti popoli vicini, come i Franchi, i Turingi o gli Alamanni, i Sassoni non elessero mai un unico sovrano, rimanendo una confederazione di tribù autonome. Ciò non impedì ad alcuni condottieri sassoni di emergere in virtù delle loro doti militari.
L'espansione verso oriente del Regno franco mise in attrito i due popoli germanici, che sfociarono nelle guerre sassoni svoltesi a cavallo tra l'VIII e il IX secolo. Carlo Magno usò le differenze religiose tra i franchi, cattolici, e i sassoni, ancora pagani in buon numero, come pretesto per giustificare la conquista e la sottomissione di questi ultimi. Una volta domata la resistenza sassone, Carlo Magno annesse direttamente il loro territorio al regno franco.

### Il regno franco di Sassonia
Nell'843, con il trattato di Verdun, la Sassonia divenne parte del Regno dei Franchi Orientali retto da Ludovico il Germanico. Alla morte di quest'ultimo, divenne re di Sassonia il suo quintogenito Ludovico il Giovane, il cui territorio comprendeva i futuri ducati di Sassonia e di Franconia. Ludovico il Giovane divenne anche re di Baviera dopo la morte senza eredi del fratello maggiore Carlomanno. Tuttavia, anche Ludovico morì presto senza eredi, così il regno dei Franchi Orientali si trovò riunito sotto Carlo il Grosso, che era anche re di Alemannia e re d'Italia e successivamente divenne anche re dei Franchi Occidentali e imperatore. Così, Carlo il Grosso riunì sotto di sé l'intero Impero carolingio, ma venne deposto nel novembre dell'887. Come re dei Franchi Orientali gli successe il nipote Arnolfo di Carinzia, figlio illegittimo del fratello Carlomanno, che riuscì  anch'egli a conquistare i titoli di re d'Italia e imperatore. Morto Arnolfo nell'899, gli successe il figlio Ludovico il Fanciullo che però morì senza eredi nel 911.

## Storia

### I Liudolfingi e i Billunghi
Già sotto Carlo Magno e Ludovico il Pio, il governo del territorio sassone era stato affidato a valorosi comandanti militari come Ecberto e Banzleibs, indicati dalle fonti sia con il titolo civile di "conte" (comes) sia con il titolo militare di "duca" (dux). Sotto il regno dei Franchi Orientali il prestigio del ducato di Sassonia fu tale da essere riconosciuto come ducato originario e i suoi duchi divennero parte della più alta aristocrazia tedesca. Nell'852 venne nominato duca di Sassonia il conte di Ostfalia Liudolfo, imparentato con gli Ecbertini e discendente di Vitichindo, ricordato come fondatore dell'abbazia di Gandersheim. Gli successero i figli Bruno, morto in battaglia contro i vichingi nell'880, e Ottone l'Illustre. Il figlio di Ottone, Enrico l'Uccellatore, succeduto al padre nel 912, venne eletto re dei Franchi Orientali a Fritzlar nel 919. Nel 936 Ottone I di Sassonia, figlio di Enrico, riuscì a farsi eleggere ad Aquisgrana come successore del padre in qualità di re dei Franchi Orientali. Ottone riuscì a consolidare il suo prestigio al punto da veder riconosciuta la propria supremazia dal re d'Italia Berengario II nel 952, per poi divenire egli stesso re d'Italia e imperatore nel 962. Ottone I morì a Memleben nel 973 e gli successe il figlio Ottone II, al quale subentrò nel 983 il figlio Ottone III, morto nel 1002. Enrico II il Santo fu l'ultimo imperatore della dinastia ottoniana di Sassonia e regnò sino al 1024.
Ermanno, dal 938 margravio dei Billunghi, venne nominato da Ottone viceduca di Sassonia nel 953 e poi duca di Sassonia nel 961, inaugurando la sua dinastia a capo del ducato di Sassonia. Nel 973 Ermanno morì a Quedlinburg e gli successe il figlio Bernardo I, che nel 983 dovette fronteggiare i danesi di Hedeby e la rivolta degli slavi nella Nordalbingia. Morto Bernardo I nel 1011, gli subentrò il figlio Bernardo II, il quale nel 1042 si alleò con i danesi per combattere i Venedi. Nel 1052 divenne duca di Sassonia Ordulfo, figlio di Bernardo II, che nel 1042 aveva sposato Wulfhilde, sorellastra del re Magnus I di Norvegia, dalla quale ebbe il suo successore, Magnus, duca dal 1072 al 1106. Nel 1111 l'imperatore Enrico V di Franconia scorporò dal ducato il langraviato di Turingia.

### Gli Ascanidi e i Guelfi
Nel 1106 il duca Magnus morì senza eredi e divenne duca di Sassonia Lotario di Supplinburgo, il quale riuscì a sconfiggere Enrico V nella battaglia di Welfesholz nel 1115 e a farsi eleggere suo successore nel 1125, col nome di Lotario II. Alla morte di Lotario nel 1137 il territorio della Sassonia viene ripartito tra i Guelfi e gli Ascanidi. In particolare si contesero il titolo ducale il guelfo Enrico il Superbo, duca di Baviera dal 1126, e l'ascanide Alberto l'Orso, figlio di Ottone di Ballenstedt, il quale era stato nominato duca di Sassonia nel 1112 da Enrico V. La contesa finì quando Enrico morì nel 1139 e Alberto rinunciò al ducato nel 1141.
Così, nel 1142 il re di Germania e d'Italia Corrado III di Svevia garantì il titolo ducale al guelfo Enrico il Leone. Enrico il Leone, gradatamente, estese il proprio dominio, che copriva quasi i due terzi della Germania, dalle Alpi al Mare del nord e al Mar Baltico, dopo aver ottennuto anche il ducato di Baviera e la marca dei Billunghi. Nel 1168 il clan sassone degli Ascanidi si alleò con Federico I il Barbarossa, anche se fallì nell'elevazione del conte Sigfrido di Anhalt, figlio di Alberto l'Orso, alla sede episcopale di Brema, mentre Enrico il Leone nel 1176 si ribellò contro il cugino. Tuttavia, Enrico il Leone venne sconfitto dall'imperatore, che nel 1180 lo privò dei ducati di Baviera e Sassonia. Nel 1182 andarono in esilio in Inghilterra Enrico il Leone e sua moglie Matilde Plantageneta, figlia di Enrico II d'Inghilterra e di Eleonora d'Aquitania, nonché sorella di Riccardo Cuor di Leone.
Temendo che la forza e il prestigio legati il possesso del ducato di Sassonia potessero far emergere un nuovo rivale per il trono, Federico Barbarossa decise suddividere la Sassonia in territori minori che concesse ai propri alleati, tra i quali spiccavano Huno di Oldenburgo e l'arcivescovo di Colonia Federico I di Schwarzenburg, mentre lasciò ai Guelfi soltanto la contea di Brunswick, poi elevata a ducato da suo nipote Federico II. Inoltre, concedette il titolo ducale alla casa degli Ascanidi, insieme a un'ampia porzione di territorio a est della Sassonia, segnando uno spostamento verso oriente del toponimo. Il capo della casa degli Ascanidi, Ottone I di Brandeburgo, figlio di Alberto l'Orso e cugino materno di Enrico il Leone, provvide alla suddivisione della maggior parte dei propri territori tra i figli dei quali, Bernardo III ottenne le terre presso il fiume Elba, Hadeln e le terre attorno a Otterndorf e a Lauenburg. Nel 1260 il ducato di Sassonia venne ulteriormente suddiviso nelle due branche di Sassonia-Wittenberg e Sassonia-Lauenburg dopo un periodo di coreggenza che aveva visti impegnati sul trono Giovanni I ed Alberto II.

## Territori nell'area dell'antico Ducato di Sassonia sino al 1180
Segue qui la lista di una serie di territori che erano compresi nel ducato di Sassonia e che al 1180 divennero immediatezze imperiali oppure cambiarono padrone.
- Contea di Blankenburg, sino al 1180 feudo della Sassonia, poi feudo del principe-vescovo di Halberstadt
- Principato Arcivescovile di Brema
- Brunswick-Lüneburg, possesso allodiale dei Guelfi, elevato a ducato indipendente già nel 1235
- Principato vescovile di Halberstadt
- Principato Arcivescovile di Hildesheim
- Contea di Hohenstein
- Contea di Holstein
- Contea di Hoya
- Signoria di Lippe, possesso allodiale dei duchi di Sassonia sino al 1180, poi disputata come immediatezza imperiale
- Principato vescovile di Lubecca
- Principato Arcivescovile di Magdeburgo
- Principato vescovile di Minden
- Principato vescovile di Münster
- Contea di Oldenburg
- Principato vescovile di Osnabrück
- Principato vescovile di Paderborn
- Principato vescovile di Ratzeburg
- Contea di Ravensberg
- Principato vescovile di Schwerin
- Contea di Tecklenburg
- Principato vescovile di Verden
- Ducato di Vestfalia e Angria
- Contea di Brunswick